# 대한민국 민법 제461조
대한민국 민법 제461조는 변제제공의 효과에 대한 민법 채권법 조문이다.

## 조문
제461조(변제제공의 효과) 변제의 제공은 그때로부터 채무불이행의 책임을 면하게 한다.

第461條(辨濟提供의 效果) 辨濟의 提供은 그때로부터 債務不履行의 責任을 免하게 한다.

## 참고 문헌
- 오현수, 일본민법, 진원사, 2014. ISBN 9788963463452
- 오세경, 대법전, 법전출판사, 2014 ISBN 9788926210277
- 이준현 , LOGOS 민법 조문판례집, 미래가치, 2015. ISBN 9791155020869